# Hajo Herrmann
Hans-Joachim Herrmann, detto Hajo (Kiel, 1º agosto 1913 – Düsseldorf, 5 novembre 2010), è stato un aviatore tedesco, ricordato come uno dei più celebri piloti della Luftwaffe durante la seconda guerra mondiale.

## Biografia
Hajo Herrmann incominciò la sua carriera militare nel 1933 nell'esercito tedesco, per poi passare nel 1935 all'appena costituita Luftwaffe. I suoi esordi come combattente furono nella guerra civile spagnola, dove fece parte della Legione Condor come pilota di bombardieri, tra il 1936 e il 1939. Allo scoppio della seconda guerra mondiale, nel settembre 1939, fu destinato alla campagna di Polonia per poi prendere parte, nel 1940, alla battaglia d'Inghilterra, in cui fu protagonista di un vittorioso attacco ai docks del porto di Londra. Successivamente prese parte alla campagna Norvegese, ma fu anche destinato ad attacchi alla munita roccaforte di Malta.
A partire dal luglio 1942 fu destinato allo stato maggiore della Luftwaffe, dove acquisì la fama di innovativo stratega della guerra aerea, guadagnandosi anche la stima del feldmaresciallo Hermann Göring. Fu sua l'intuizione del gruppo di caccia notturna Jagdgeschwader 300, detto anche Wilde Sau, che operava nei cieli tedeschi per contrastare l'azione dei bombardieri anglo-americani: contrariamente alla tecnica maggiormente in uso fino a quel tempo, che implicasa l'uso di caccia guidati da radar di terra, e resi facilmente inoffensivi dalle contromiusure antiradar tipo chaff, la Wilde Sau utilizzava l'orientamento visivo, osservando gli incendi sviluppati a terra, nonché l'illuminazione creata da appositi stormi di Junkers Ju 88 che si mettevano al seguito dei bombardieri alleati; un altro ausilio veniva dai rivelatori di radar Naxos, montati sui caccia Focke-Wulf Fw 190 in uso alla Wilde Sau.
Al termine della guerra Herrmann rimase prigioniero dell'Unione Sovietica per dieci anni. Al suo ritorno, dopo aver concluso gli studi in Legge, si dedicò alla difesa di ex combattenti e membri del regime nazista.

## Onorificenze
- Croce di ferro (1939) di 2ª classe
- Croce di ferro (1939) di 1ª classe
- Croce di Cavaliere: 13 ottobre 1940
- Croce di Cavaliere con Fronde di Quercia: 2 agosto 1943

- Ordine militare della Croce Tedesca: 5 giugno 1942
- Croce spagnola in bronzo con spade